# Ханс Кранкъл
Ханс Кранкъл (на немски: Hans Krankl) (роден на 14 февруари 1953 във Виена, Австрия като Йохан Кранкъл (на немски: Johann Krankl) е един от най-добрите австрийски футболисти в историята, централен нападател, изявен голмайстор и поп певец.
Носител на Златна обувка за 1978 г., Сребърна обувка за 1974 г. и 2 Сребърни топки за 1978 г. (по версиите „Франс Футбол“ и „Onze Mondial“).
Печели европейската Купа на носителите на купи през 1979 г. с Барселона и е финалист в турнира с Рапид Виена през 1985 г.
Най-добър реализатор в австрийското първенство за 4 сезона: 1973/74, 1976/77, 1977/78 и 1982/83 г. През 1977/78 г. отбелязва 41 гола, което е рекорд в австрийската Бундеслига.
Рекордьор по броя на вкараните голове в един мач със 7 гола в шампионата на Австрия и 6 гола за отбора на Австрия. Втори голмайстор в историята на националния отбор на Австрия с 34 гола (след Тони Полстер – 44 гола).
В края на активната си кариера като играч той става играещ треньор, а от 1989 г. е само футболен треньор.